# Caparazón (artrópodos)

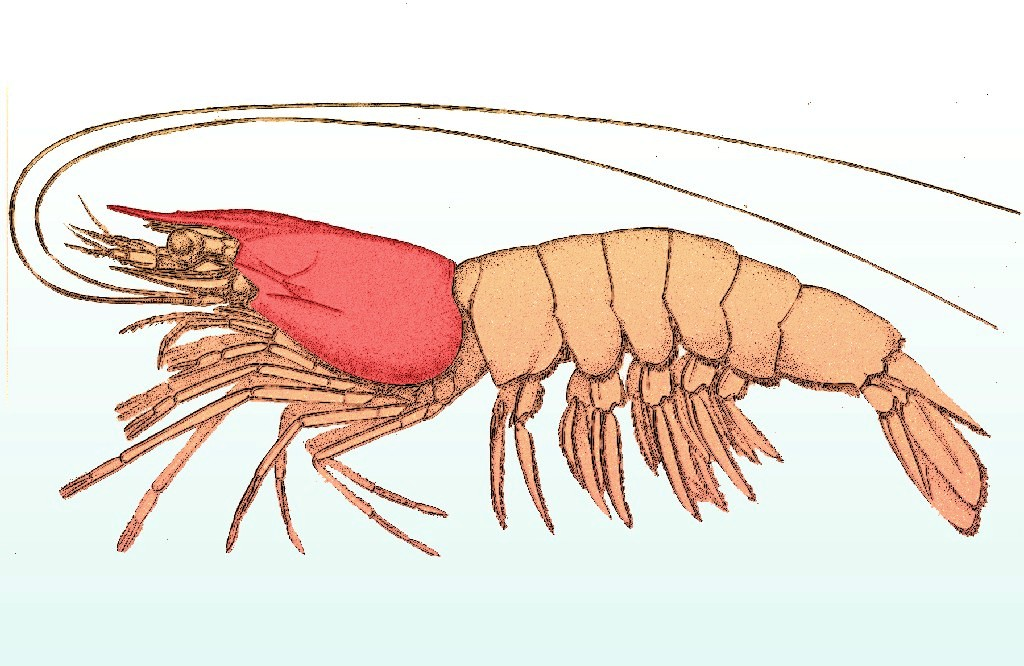
Diagrama de un langostino, con el caparazón resaltado en rojo.

El caparazón es una sección del exoesqueleto de los artrópodos.

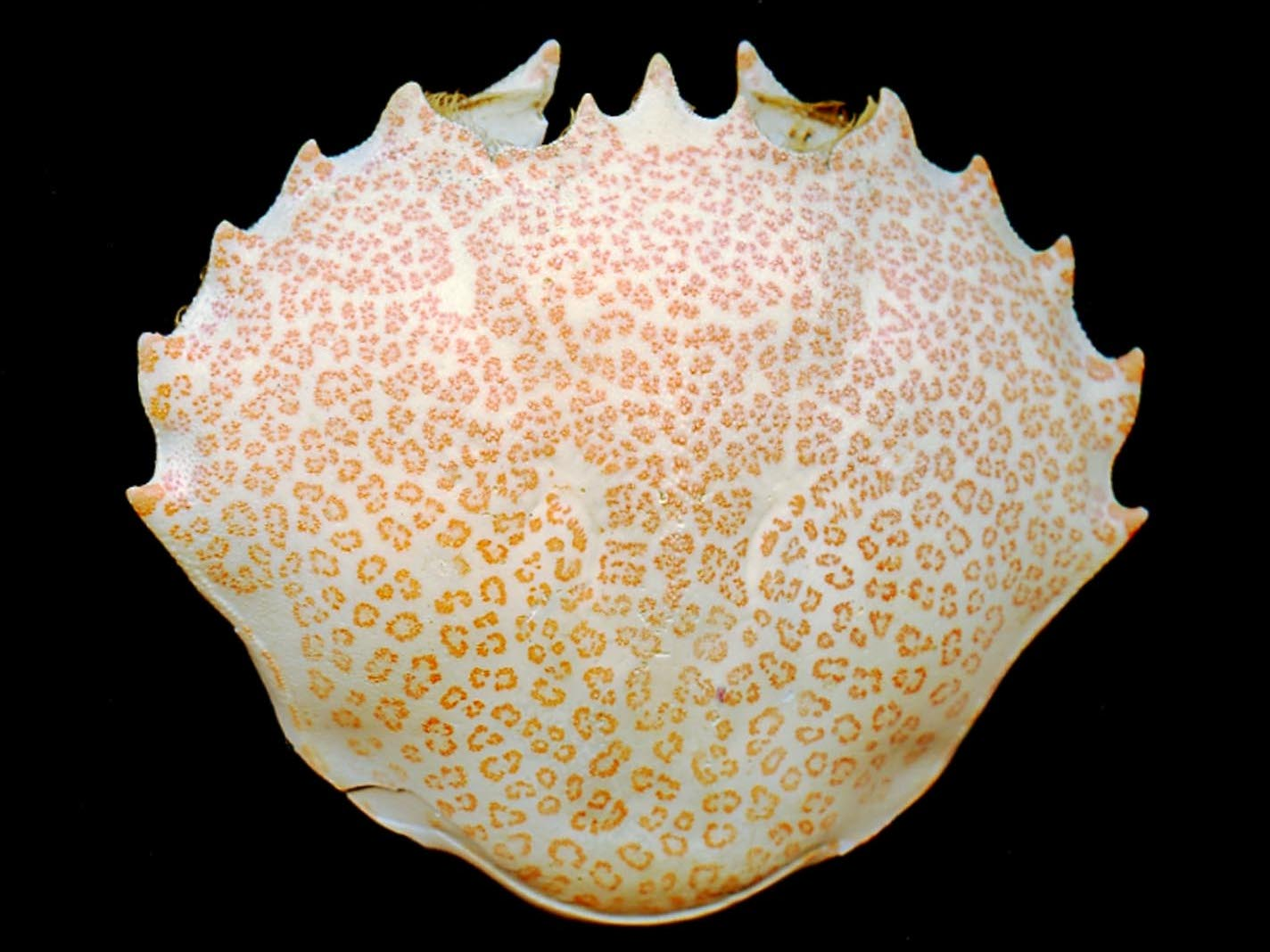
El caparazón mudado de Ovalipes ocellatusde de Long Beach, Nueva York.

## Crustáceos
En los crustáceos, el caparazón funciona como una cubierta protectora sobre el cefalotórax (es decir, la cabeza y el tórax fusionados, a diferencia del abdomen que se encuentra detrás). Cuando se proyecta hacia delante más allá de los ojos, este saliente se denomina rostrum. El caparazón está calcificado en diferentes grados en los distintos crustáceos.
El zooplancton del filo Crustacea también tiene un caparazón. Entre ellos se encuentran los cladóceros, los ostrácodos y los isópodos, pero estos últimos sólo tienen un caparazón desarrollado como "escudo cefálico" que cubre la cabeza. 

## Arácnidos
En los arácnidos, el caparazón está formado por la fusión de los tergitos prosómicos en una sola placa que lleva los ojos, el ocularium, los ozoporos (un par de aberturas de la glándula odorífera de los opiliones) y diversos faneros.
En algunos órdenes, como Solifugae y Schizomida, el caparazón puede estar subdividido. En los opiliones, algunos autores prefieren utilizar el término caparazón indistintamente con el término cefalotórax, lo cual es un uso incorrecto, porque el caparazón se refiere sólo a la parte dorsal del exoesqueleto del cefalotórax. 
Los términos alternativos para el caparazón de los arácnidos y sus parientes, que evitan la confusión con los crustáceos, son escudo dorsal prosomal y peltidium. 